# Achada Igreja (São Salvador do Mundo)
Achada Igreja (también llamada Picos) es una ciudad caboverdiana del municipio de São Salvador do Mundo.

## Geografía
La ciudad está situada en la isla de Santiago.
Es la capital del municipio de São Salvador do Mundo.

## Organización territorial
La ciudad abarca los lugares y barrios de:
- Achada Igreja
- Betania
- Boa Esperança
- Cachéu
- Casa Grande
- Cruz de Portal
- Cutelo (Ponta Baxu)
- Cutelo Barraca
- Fonte Leão
- Funde de Quebrada
- Gundão
- Leitão
- Lém da Rua
- Penedo
- Penedo Acima (Fundo Penedo)
- Ponta (Ponta Mozinho Branco)
- Sete Semanas
- Telha
- Volta Murro

## Demografía
Gráfica demográfica de la ciudad de Achada Igreja:
| Gráfica de evolución demográfica de Achada Igreja entre 2010 y 2021 |
|                                                                     |